# 阿部正外
阿部正外（日语：／ Abe Masatō，1828年2月15日—1887年4月20日），日本江户时代旗本、大名、老中。陆奥国白河藩主。忠秋系阿部家15代。3000石旗本阿部正藏三男。官位是从四位下、越前守、丰后守、侍从。

## 生涯
继承父亲的3000石旗本，起初在禁里付任职，后任神奈川、外国、南町奉行。元治元年（1864年），根据幕府命令继承阿部宗家、陆奥国白河藩10万石，3月后担任老中。
庆应元年（1865年），增强了发言权的朝廷要求将军德川家茂再次上洛并且坚决攘夷。为了牵制京都攘夷派的公家和浪士，正外和本庄宗秀率兵4000人上洛与朝廷交涉。交涉之后，传达了朝廷的要求给暂回江户的德川家茂，将军开始第二次上洛。
正外再次随家茂上洛，后去了大坂，开始和英法荷3国开始交涉兵库开港和大坂开市事宜。正外和松前崇广对3国交涉，3国的主张是“关于兵库开港无法很快地得到许可与否的明确答复，已经不准备与幕府谈判，进京都御所与天皇直接谈判”。3国的强硬姿态是否会改变，阿部、松前两位老中对此做出了判断后，2日后在无敕许的情况下许可开港。翌日到达大坂城的一桥庆喜主张无敕许的条约不可签字，阿部、松前对外国的交涉无视朝廷会让幕府崩溃。据说在公家方面面前围绕了条约签字与否而进行的争论，家茂被场的紧张感吓地哭了来。
朝廷对阿部、松前违反勅命进行了处罚，下达了剥夺官位、改易的勅命，从将军家茂的老职之中把两位排除了。庆应2年（1866年）正外受命隐居、蛰居，减封4万石。家督由正外的长男正静继承，同年阿部家转封至内高（实际收入石量）较少的陆奥国棚仓藩。

## 略历
- 文政11年（1828年）出生与江户
- 嘉永元年（1848年）继承家督3千石旗本
- 文久元年1861年）11月11日、任神奈川奉行
- 文久2年（1862年）
  - 8月21日、生麦事件发生
  - 闰8月4日、任外国奉行
- 文久3年（1863年） 4月23日、任南町奉行
- 元治元年（1864年）
  - 3月4日、免去南町奉行、受幕命继承白河藩
  - 6月22日、任寺社奉行
  - 6月24日、免去寺社奉行、就任老中。
- 庆应元年（1865年）
  - 2月5日、与老中本庄宗秀率兵上洛
  - 2月24日、回江户
  - 閏5月22日、家茂入京参内、再次上洛
  - 9月23日、有关兵庫開港与英法荷交渉
  - 9月25日、决定兵庫開港
  - 9月29日、阿部·松前改易
  - 10月1日、老中免职
- 庆应2年（1866年） 隐居、蛰居
- 明治元年（1868年）戊辰战争
- 明治20年（1887年）去世。享年60岁。

法名广观院葆真。墓所位于西福寺（东京都台东区藏前4丁目），昭和2年（1927年）、改葬多磨灵园。